# Delete (SQL)
Een delete-opdracht in SQL verwijdert een of meerdere rijen van een tabel (database) in een relationele database.
Delete wordt gebruikt in de volgende vorm:
```
DELETE
 
FROM
 
<
tabel
>
 
[
 
WHERE
 
<
conditie
>
 
]

```

Opdat de delete-opdracht zou lukken moet de gebruiker de nodige machtigingen hebben voor het wijzigen van data, en de verwijderde rij mag geen primaire sleutel zijn in een geldende "foreign key" constraint (tenzij die gedefinieerd is met een "SET NULL"- of "CASCADE"-conditie).

## Voorbeelden
Verwijder alle rijen uit tabel T. Na afloop is tabel "T" dus leeg.
```
DELETE
 
FROM
 
T

```

Verwijder alleen die rijen uit tabel T waarvoor de waarde van kolom C2 in de rij exact gelijk is aan "a".
```
DELETE
 
FROM
 
T
 
WHERE
 
C2
 
=
 
'a'

```

Verwijder rijen uit tabel "T1" indien de waarde van C2 (in tabel T1) een van de waarden is van het veld C3 van tabel T2
```
DELETE
 
FROM
 
T1
 
WHERE
 
C2
 
IN
 
(
SELECT
 
C3
 
FROM
 
T2
)

```